# Rudolf Nelson
Rudolf Nelson   (Berlín, 4 d'abril de 1878 - Berlín, 5 de febrer de 1960) va ser un compositor alemany de cançons d'èxit, música cinematogràfica, opereta i vodevil, i el fundador i director de la "Nelson Revue", una important companyia de cabaret en l'escena nocturna de Berlín dels anys 30.

## Biografia
Fill d'una humil família jueva prussiana, i criat a Berlín, Nelson va començar classes de piano a una edat molt primerenca. Després de l'escola secundària, mentre es guanyava la vida com a aprenent i posteriorment empleat, va rebre una beca de Heinrich von Herzogenberg al Conservatori Stern. Nelson va entrar per primera vegada a la vista pública durant aquest mateix període quan, en un concurs organitzat pel diari "Die Woche", va ser guardonat amb el primer premi a la millor composició d'un walse. Però el veritable punt d'inflexió va arribar quan Nelson va descobrir "l'Überbrettl", el primer cabaret de Berlín fundat per Ernst von Wolzogen. Inspirat en el gènere, va començar la seva carrera de cabaretera al cabaret "Potsdamer Straße Roland", acompanyant les seves pròpies composicions al piano.
El 1904, va unir forces amb Paul Schneider-Duncker en el famós "Chat Noir" a l'Unter den Linden, l'avinguda més de moda de Berlín, passant a dirigir-la pel seu compte de 1907 a 1914. També és aquí on Nelson va compondre la seva cançó d'èxit més famosa Das Ladenmädel, així com a partir de 1908 va escriure les seves famoses obres d'opereta, en particular Miss Dudelsack.
El 1910, Nelson va tenir un fill, Herbert. Herbert Nelson més tard es convertiria en un dels molts lletristes col·laboradors, una llista que incloïa Kurt Tucholsky i Friedrich Hollander. El 1920, Nelson es va casar amb la cantant Käthe Erlholz, i el mateix any va obrir el "Nelson-Theater a Kurfürstendamm" (associat amb el restaurant "Sans Soucis"). Les vetllades que va escenificar aquí són llegenda, presentant nombroses estrelles principals de l'època, incloent noms com Josephine Baker, que va aparèixer el 14 de gener de 1926, Weintraubs Syncopators i el còmic Max Ehrlich. Durant aquests anys, Nelson també va compondre vetllades per al famós "Metropol-Theater" de Berlín a "l'Admiralspalast".
Forçat pels nazis el 1933 a fugir d'Alemanya – després d'aturar-se per a les aparicions escèniques a Viena i Zuric – Nelson va fundar una nova companyia de teatre a Amsterdam, fins que després de l'ocupació alemanya va ser internat al camp de concentració de Westerbork. Nelson va sobreviure a l'Holocaust, i el 1949 va tornar a Berlín on va reobrir el "Nelson-Revue-Gastspiel".

## Premis
- 1953: rebut a l'Ordre national du Mérite
- 1959: el Paul Lincke-Ring, un premi anualment per a la composició de la música lleugera